# Liste der Kinoorgeln von M. Welte & Söhne
In dieser Liste der Kinoorgeln von M. Welte & Söhne sind alle bekannten Kinorgeln dieses Unternehmens verzeichnet. Diese Liste ist eine Ergänzung zum Hauptartikel Kinoorgel und zum Artikel M. Welte & Söhne, wo sich auch die zugrunde liegende Literatur findet. In der Spalte „Größe“ sind soweit bekannt die Anzahl der Manuale und Register vermerkt.
Siehe auch
- Liste der Kirchenorgeln von M. Welte & Söhne
- Liste der Philharmonie-Orgeln von M. Welte & Söhne

| Jahr      | Ort                                      | Gebäude | Bild | Größe     | Pfeifen | Einweihung | Organist                                                      | Bemerkungen |
| --------- | ---------------------------------------- | --- | ---- | --------- | ------- | --- | ------------------------------------------------------------- | --- |
| 1930      | Aachen                                   | Capitol Filmbühne, Haus Grenzwacht, Römerstraße                                                            |      |           | 1.300   | 14. Februar 1930                                                                                                | Richard Neumann (Eröffnung)                                   | Verbleib unbekannt |
| 1929      | Berlin SO 16                             | Neue Philharmonie, Köpenicker Straße 96–97                                                                 |      |           | 1.000   | 22. März 1929                                                                                                   | E. Schreck-Berger; Robert Ducksch; Fritz Baumann; Emil Sagawe | Verbleib unbekannt, vermutlich Kriegsschaden |
| 1929      | Berlin                                   | Stella-Palast, Köpenicker Straße 12–14                                                                     |      |           | 2.000   | November 1929                                                                                                   | Albert Harnisch; Emil Sagawe                                  | Verbleib unbekannt, vermutlich Kriegsschaden |
| 1927      | Berlin W 50                              | Tauentzien-Lichtspiele, Tauentzienstraße 19                                                                |      |           | 1.080   | November 1927                                                                                                   | Paul Mania; Emil Sagawe                                       | Mit Notenrollen-Apparat. Verbleib unbekannt, vermutlich Kriegsschaden |
| 1928      | Berlin                                   | Lindström-Konzern, Aufnahme-Studio                                                                         |      |           |         | | Ernst Fischer (Marcel Palotti)                                | „Große Odeon-Orgel“, 1945 zerstört |
| 1929      | Bonn                                     | Metropol-Theater, Markt 24                                                                                 |      | II        | 1.400   | Januar 1929 | W. Monar                                                      | Mit Notenrollen-Apparat. Seit 2010 in Siegfrieds Mechanisches Musikkabinett, Rüdesheim |
| 1928      | Breslau                                  | Kosmos-Theater, Nicolaistraße 27 (św. Mikotaja)                                                            |      |           | 1.100   | 23. Dezember 1928                                                                                               |                                                               | Verbleib unbekannt, höchstwahrscheinlich Kriegsschaden |
| 1928      | Chemnitz                                 | Kammer-Lichtspiele, Markt 16                                                                               |      |           | 1.020   | November 1927                                                                                                   |                                                               | Verbleib unbekannt |
| 1929      | Chemnitz                                 | Luxor-Palast, Hartmannstraße 11                                                                            |      | II/P/44   | 1.600   | |                                                               | Notenrollen-Apparat 1953 entfernt, Orgel 1979 aus dem Luxor-Palast unsachgemäß ausgebaut und im Filmmuseum Potsdam eingelagert, 1993 durch Jehmlich, Dresden, wieder in den Originalzustand zurückgeführt, seit 1993 wieder spielbar |
| 1922      | Cuxhaven                                 | Kammer-Lichtspiele, Alter Weg 19                                                                           |      |           | 700     | |                                                               | Verbleib unbekannt |
| 1922      | Düsseldorf                               | Capitol, Worringer Platz                                                                                   |      | II/9      | 1730    | 24. November 1928                                                                                               | Hermann Happel; Adolf Wolff                                   | Welte-Modell B. Verbleib unbekannt |
| 1929      | Düsseldorf, früher Wiesbaden, siehe dort | Black Box, Kino im Filmmuseum Düsseldorf                                                                   |      |           |         | |                                                               | Im monatlichen Stummfilmprogramm neben anderen Instrumentierungen regelmäßig in Benutzung. |
| 1931      | Erfurt, jetzt Leipzig                    | UFA-Palast, Bahnhofstraße 41–44                                                                            |      | II/P/40   | 1170    | 22. Oktober 1931 (letzte von Welte erbaute Kinoorgel und letzte Neuinstallation in einem deutschen Filmtheater) | E. Siegmund                                                   | Spielbereit im Großen Vortragssaal des Grassimuseums in Leipzig als Exponat des Musikinstrumentenmuseums; restauriert 2005–2006 von Jehmlich, Dresden                                                                                |
| 1928      | Frankfurt am Main                        | Bieberbau-Lichtspiele, Biebergasse 9                                                                       |      |           | 600     | Februar 1928 |                                                               | Verbleib unbekannt |
| 1928      | Frankfurt am Main                        | Luna-Palast, Schäfergasse 9                                                                                |      |           | 540     | August 1928 | Ernst Fuchs                                                   | Kino wurde 1942 ausgebombt |
| 1929      | Frankfurt am Main                        | Roxy-Filmpalast (Palast-Lichtspiele), Große Friedberger Straße 26                                          |      |           | 1100    | Oktober 1929 | Hermann Happel; Adolf Wolff; Hanns Schmitt                    | Verbleib unbekannt |
| 1929      | Gelsenkirchen-Buer                       | Schauburg-Theater, Essener Straße 9                                                                        |      |           | 1400    | 1. Februar 1929                                                                                                 | Hermann Happel (Eröffnung)                                    | Verbleib unbekannt |
| 1928      | Gleiwitz                                 | Union Theater-Lichtspiele, Niederwallstraße 3 (ulica Dolnych Wałów)                                        |      |           | 990     | Dezember 1928                                                                                                   | Ernst Pelz                                                    | Verbleib unbekannt |
| 1929      | Görlitz                                  | Capitol, Berliner Straße 22                                                                                |      |           | 800     | |                                                               | Verbleib unbekannt |
| 1929      | Hamburg                                  | Schauburg Wandsbek, Wandsbeker Chaussee 72                                                                 |      |           | 1120    | 22. März 1929                                                                                                   |                                                               | Mit Notenrollen-Apparat. Zerstört am 28. Juli 1943. |
| 1930      | Hamm                                     | UFA-Palast, Bahnhofstraße 2                                                                                |      |           | 1150    | September 1930                                                                                                  | Gustav Bosch; Horst Schimmelpfennig                           | Verbleib unbekannt |
| 1928      | Hannover                                 | Planetarium-Lichtspiele, Kulturfilmbühne, Goseriede 5–6                                                    |      |           | 210     | Dezember 1928                                                                                                   | J. Meßner (Eröffnung); Gerhard Gregor                         | Verbleib unbekannt |
| unbekannt | Herne                                    | Schauburg-Theater, Bahnhofstraße 72                                                                        |      |           | 900     | |                                                               | Verbleib unbekannt |
| 1927      | Königsberg                               | UFA-Theater, Münzstraße 23                                                                                 |      |           | 900     | 14. Oktober 1927                                                                                                | Traugott Fedtke                                               | Verbleib unbekannt, höchstwahrscheinlich Kriegsschaden |
| 1928      | Magdeburg                                | Kammer-Lichtspiele, Breiter Weg 41                                                                         |      |           | 900     | 11. August 1928                                                                                                 | Hans Heiligenthal                                             | Verbleib unbekannt |
| 1927      | Nürnberg                                 | Apollo-Theater, Pfannenschmiedgasse 22                                                                     |      |           | 3200    | 1. November 1927                                                                                                | Hans Haass                                                    | Mit Notenrollen-Apparat. 1957 in Wiener Privatbesitz. |
| 1927      | Pforzheim                                | UFA-Theater, Zerrenerstraße 4                                                                              |      |           | 1000    | März 1927 | Hermann Happel                                                | Verbleib unbekannt, höchstwahrscheinlich Kriegsschaden am 23. Februar 1945 |
| 1929      | Stettin                                  | UFA-Palast, Paradeplatz 60, Kriegsschaden                                                                  |      |           | 1500    | 28. November 1929                                                                                               | Kascmierski; Hanns Schmitt                                    | Verbleib unbekannt |
| 1926      | Wiesbaden                                | UFA-Palast (Park-Lichtspiele), Wilhelmstraße 36                                                            |      |           | 940     | Dezember 1926                                                                                                   | E. Kissel                                                     | Verbleib unbekannt |
| 1930      | Wiesbaden / Düsseldorf                   | Walhalla-Theater, Kirchgasse 66                                                                            |      |           | 1200    | 22. Juli 1930 / 1986                                                                                            | F. Deiters; Fritz Krieger                                     | 1980 vom Filmmuseum Düsseldorf erworben wurde die Orgel restauriert, im Januar 1986 erstmals wieder bespielt und wird seitdem regelmäßig bei Stummfilmvorführungen eingesetzt.                                                       |
| 1928      | Barmen                                   | Odin-Palast, Ecke Berliner/Eynerner Straße                                                                 |      |           | 950     | November 1928                                                                                                   | Robert Schäfer; Alfons Horn                                   | Verbleib unbekannt |
| 1928      | St. Gallen, jetzt Mannheim               | Scala-Theater                                                                                              |      | II/10     | 730     | |                                                               | Mit Notenrollen-Apparat. Seit 1982 im Technoseum Mannheim |
| 1930      | Zürich                                   | Kino Capitol-Theater                                                                                       |      |           |         | |                                                               | 1951 verschrottet |
| 1930      | Zürich                                   | Cinéma Bellevue-Théatre                                                                                    |      |           |         | |                                                               | Verbleib unbekannt |
| 1927      | Zürich, jetzt Servion, Schweiz           | Apollo-Theater                                                                                             |      | II/11     |         | |                                                               | Jetzt im Théâtre Barnabé, Servion, Schweiz |
| 1930      | Basel                                    | Palace-Cinéma                                                                                              |      |           |         | |                                                               | Verbleib unbekannt |
| unbekannt | Basel                                    | Palermo-Cinéma                                                                                             |      |           |         | |                                                               | Verbleib unbekannt |
| unbekannt | Basel                                    | Capitol-Theater                                                                                            |      |           |         | |                                                               | Verbleib unbekannt |
| unbekannt | Bern                                     | Tonfilm-Splendid-Palace, von Werdt-Passage 8                                                               |      | II/7      |         | |                                                               | Verbleib unbekannt |
| unbekannt | Bern                                     | Capitol-Theater                                                                                            |      | II/26     |         | |                                                               | Verbleib unbekannt |
| unbekannt | Genf                                     | Cinéma du Molard                                                                                           |      |           |         | |                                                               | Verbleib unbekannt |
| unbekannt | Brüssel                                  | Agora-Palace, Rue Marché aux Herbes 105                                                                    |      |           |         | |                                                               | 1959 ist das Kino abgebrannt und wurde anschließend abgerissen |
| 1930      | Lüttich                                  | Cinéma Palace Liège, Rue Pont d’Avroy 21                                                                   |      |           |         | |                                                               | Verbleib unbekannt |
| unbekannt | Basel                                    | Cinema Küchlin, Steinenvorstadt 55                                                                         |      |           |         | |                                                               | Gebaut laut Firmenunterlagen von Welte. Verbleib unbekannt |
| 1930      | Hamburg                                  | Nordische Rundfunk Aktiengesellschaft (NORAG), heute Norddeutscher Rundfunk, Studio Rothenbaumchaussee 132 |      | III/P/128 |         | September 1930                                                                                                  | Gerhard Gregor, Jürgen Lamke                                  | Die sogenannte „Funkorgel“, eine Multiplexorgel, befindet sich spielbereit noch am Originalstandort |

Liste der von M. Welte & Sons Inc für Kinos gebauten Orgeln in den USA
| Jahr | Ort           | Gebäude             | Bild | Größe | Pfeifen | Einweihung | Organist | Bemerkungen |
| ---- | ------------- | ------------------- | ---- | ----- | ------- | ---------- | -------- | ----------- |
| 1914 | Brooklyn      | Alhambra Theatre    |      |       |         |            |          |             |
| 1915 | Brooklyn      | Broadway Theatre    |      |       |         |            |          |             |
| 1914 | New York City | Astor Theatre       |      |       |         |            |          |             |
| 1915 | New York City | Murray Hill Theatre |      |       |         |            |          |             |
| 1915 | New York City | Hamilton Theatre    |      |       |         |            |          |             |
| 1915 | New York City | Plaza Theatre       |      |       |         |            |          |             |
| 1915 | Brooklyn      | Century Theatre     |      |       |         |            |          |             |
| 1917 | Poughkeepsie  | Stratford Theatre   |      |       |         |            |          |             |